# 줄리 캐브너
줄리 캐브너(Julie Kavner, 1950년 9월 7일 ~ )은 미국의 배우, 성우, 희극인이다. 애니메이션 《심슨 가족》에서 마지 심슨, 페티 부비에, 셀마 부비에의 목소리를 맡았다.

## 출연 작품
- 우디 앨런: 우리가 몰랐던 이야기 (2011)
- 심슨 가족 20주년 스페셜 (2010)
- 심슨 가족, 더 무비 (2007)
- 클릭 (2006)
- 라이온 킹 1과 1/2 (2004)
- 판타스틱 애니월드 (2000)
- 썸원 라이크 유 (2000)
- 주디 베를린 (1999)
- 워크 온 더 문 (1999)
- 닥터 두리틀 (1998)
- 해리 파괴하기 (1997)
- 리멤버 (1996)
- 파리가 당신을 부를 때 (1995)
- 돈 드링크 워터 (1994)
- 너를 위하여 (1994, I'll Do Anything)
- 그림자와 안개 (1992)
- 행복 찾기 (1992)
- 중년의 위기 (1990)
- 사랑의 기적 (1990)
- 뉴욕 스토리 (1989)
- 심슨 가족 (1989)
- 라디오 데이즈 (1987)
- 한나와 그 자매들 (1986)
- 마데라 의과 대학 (1985)